# Txema del Olmo
Txema del Olmo Zendegi (Bilbao, Vizcaya, 26 de abril de 1973) es un exciclista español, profesional entre los años 1997 y 2005, durante los que consiguió una única victoria.

## Biografía
Sus inicios en el ciclismo fueron en el equipo ciclista Euskaltel Euskadi, logrando en sus filas su mejor actuación en una gran vuelta el Vuelta a España de 2000, en el que finalizó en 15º puesto. Si bien su única victoria la logró en la octava etapa del Tour del Porvenir en 1998 en la que además logró el segundo puesto en la general final.
Durante el Tour de Francia 2001 dio positivo en un control rutinario en busca de eritropoyetina de la Unión Ciclista Internacional. A finales de año fue absuelto por la Federación Española por la insuficiente fiabilidad de los métodos de detección en la orina. Sin embargo, la UCI recurrió dicha decisión al TAS, que el 16 de julio de 2002 dio la razón a la UCI y decretó una sanción de tres años (dos de ellos condicionades) por dopaje, por lo que no podría volver a la competición hasta el 17 de marzo de 2003. El TAS rechazó mediante una sentencia posterior la argumentación de la RFEC sobre la supuesta no validez del método de detección de EPO.
Al año siguiente fichó por el Milaneza-MSS con el que corrió la Vuelta a España 2003.

## Palmarés
1998
- 1 etapa del Tour del Porvenir

## Resultados en Grandes Vueltas y Campeonatos del Mundo
Durante su carrera deportiva ha conseguido los siguientes puestos en las Grandes Vueltas y en los Campeonatos del Mundo en carretera:
| Carrera         | 1997 | 1998 | 1999 | 2000 | 2001 | 2002 | 2003 | 2004 | 2005 |
| --------------- | ---- | ---- | ---- | ---- | ---- | ---- | ---- | ---- | ---- |
| Giro de Italia  | -    | -    | -    | -    | -    | -    | -    | -    | -    |
| Tour de Francia | -    | -    | -    | -    | Ex.  | -    | -    | -    | -    |
| Vuelta a España | -    | -    | 16º  | 15º  | -    | -    | 16º  | -    | -    |
| Mundial en Ruta | -    | -    | -    | -    | -    | -    | -    | -    | -    |

-: no participa

Ex.: expulsado por asuntos de dopaje

## Equipos
- Euskaltel-Euskadi (1997-2001)
- Milaneza-MSS (2002-2005)